# Portovenere
Portovenere ou Porto Venere é uma comuna italiana da região da Ligúria, Província da Spezia, com cerca de 4.041 habitantes. Estende-se por uma área de 7 km², tendo uma densidade populacional de 577 hab/km². Faz fronteira com La Spezia.

## Demografia
| Variação demográfica do município entre 1861 e 2011                               |
|                                                                                   |
| Fonte: Istituto Nazionale di Statistica (ISTAT) - Elaboração gráfica da Wikipedia |